# Ako Mitchell
Pour les articles homonymes, voir Mitchell.
Ako Mitchell, né le 10 août 1989 est un acteur, scénariste et réalisateur britannico-américain.

## Filmographie

### Acteur

#### Cinéma
- 2014 : I'm in the Corner with the Bluebells
- 2016 : Der Assi, die Frau Doktor und der kosmische Hug : George Ice Davis
- 2016 : DJ Cluck and MC Mole : DJ Cluck
- 2016 : The Time Traveller's Support Group : Lawrence
- 2018 : Johnny English contre-attaque : Alvin
- 2022 : Doctor Strange in the Multiverse of Madness : Charlie
- 2022 : Lion Versus the Little People : Alan Snowden

#### Télévision
- 2012 : Lake Placid: The Final Chapter : Dennis
- 2013 : Ace Discovery : Ace
- 2016 : Berlin Station (1 épisode)
- 2018 : Affaires non classées : Ryan Reed (1 épisode)
- 2018-2020 : Hilda : voix additionnelle et l'homme en bois (26 épisodes)
- 2019 : GameFace (2 épisodes)
- 2020 : Avenue 5 : le passager angoissé (1 épisode)
- 2020 : Incredible Ant : Mantis (4 épisodes)
- 2020 : Dr. Seuss' the Grinch Musical : Papa Who
- 2021 : Ninja Express
- 2022 : Best and Bester : Tex Pecks

#### Jeu vidéo
- 2005 : Crime Life: Gang Wars
- 2010 : Aliens vs. Predator : voix additionnelles
- 2013 : Company of Heroes 2
- 2014 : Escape Dead Island : Devan Marvropani
- 2014 : The Crew
- 2015 : Randal's Monday : Ned et Carl
- 2016 : Suta oshan: Anamuneshisu : Lezard
- 2017 : Horizon Zero Dawn : Ahsis et Teb
- 2017 : Mass Effect: Andromeda : voix additionnelles
- 2017 : The Surge
- 2018 : A Way Out : voix additionnelles
- 2019 : Anthem : voix additionnelles
- 2020 : Dreams : Herb le pianiste
- 2020 : Cyberpunk 2077
- 2021 : Encased: A Sci-Fi Post-Apocalyptic RPG : Pepper et Cheerful Jack
- 2021 : Wolfstride : GW

### Réalisateur
- 2007 : Dogfight
- 2014 : I'm in the Corner with the Bleubells
- 2016 : Box Red
- 2017 : I Promise
- 2021 : Two and a Half Minutes

### Scénariste
- 2005 : 500 Years Later
- 2007 : Dogfight
- 2014 : I'm in the Corner with the Bleubells
- 2016 : Box Red
- 2021 : Two and a Half Minutes